# اردوگاه بوخن‌والت

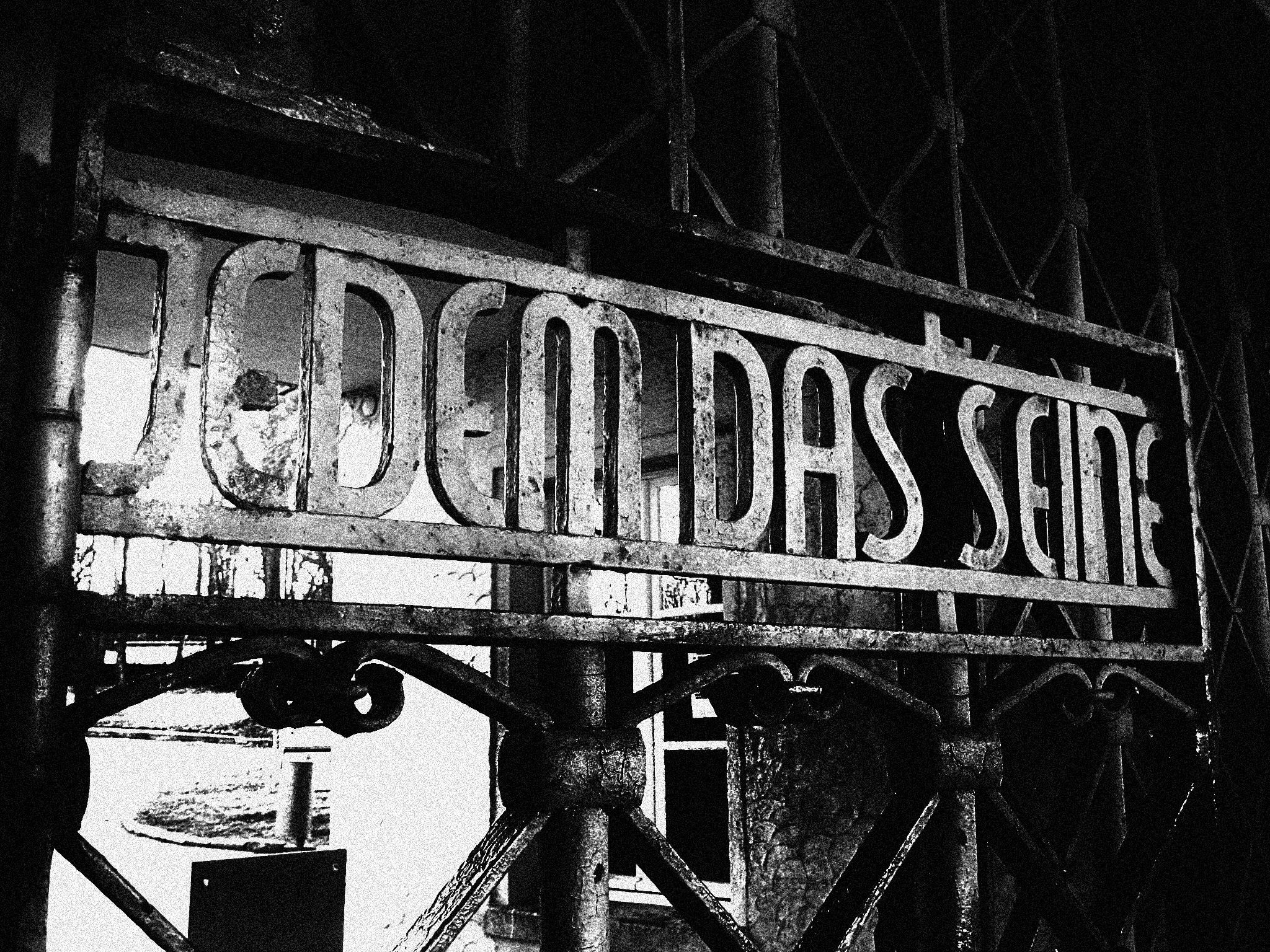
تصویر سردر ورودی اردوگاه بوخن‌والد. عبارت هر کسی را داشته‌اش بر سردر ورودی اردوگاه بوخن‌والد، یکی از پروپاگانداهای معمول دوران رژیم نازی بود.

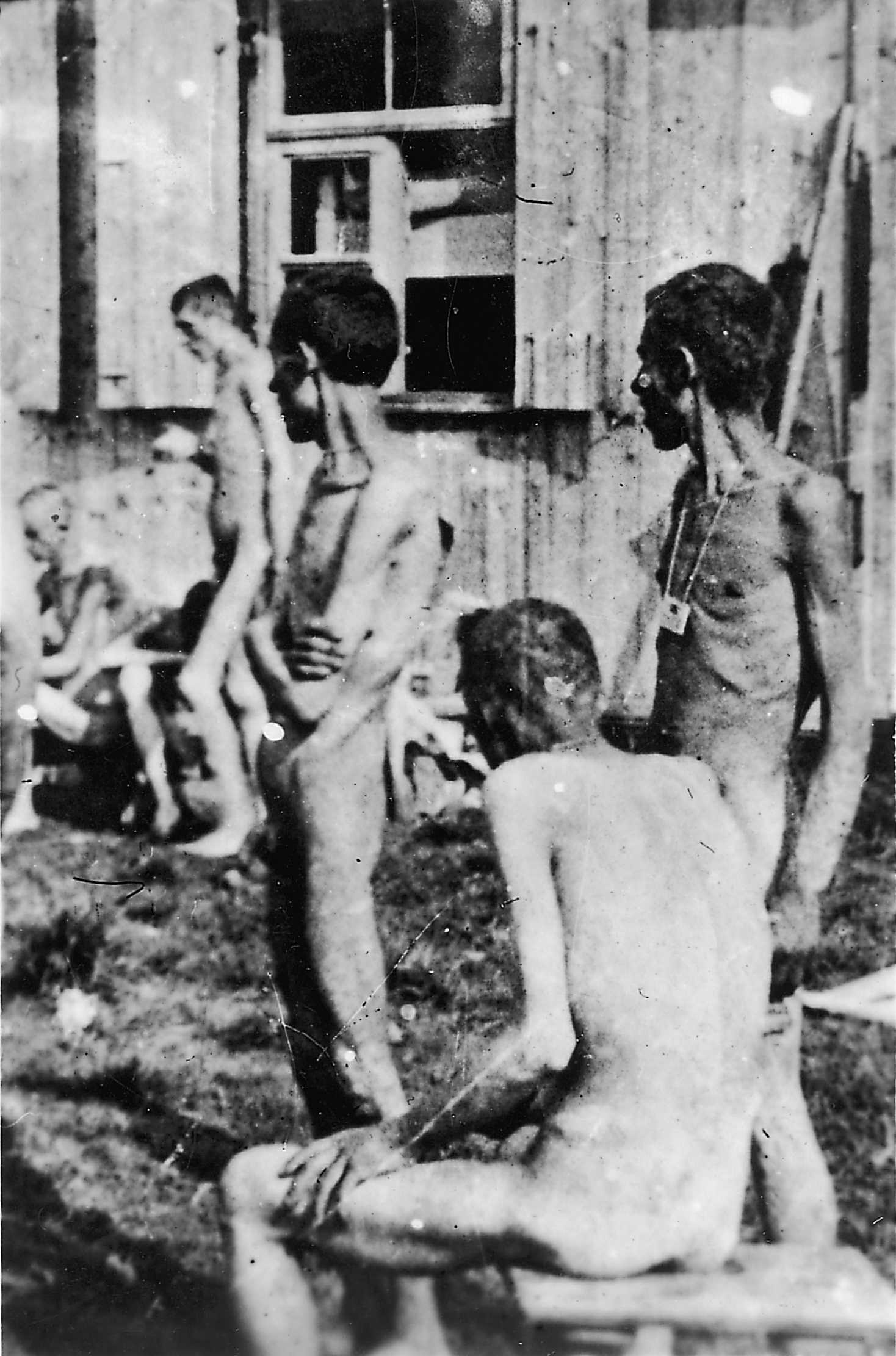
برخی از اسرای بوخن‌والد در روزهای پایانی جنگ جهانی دوم

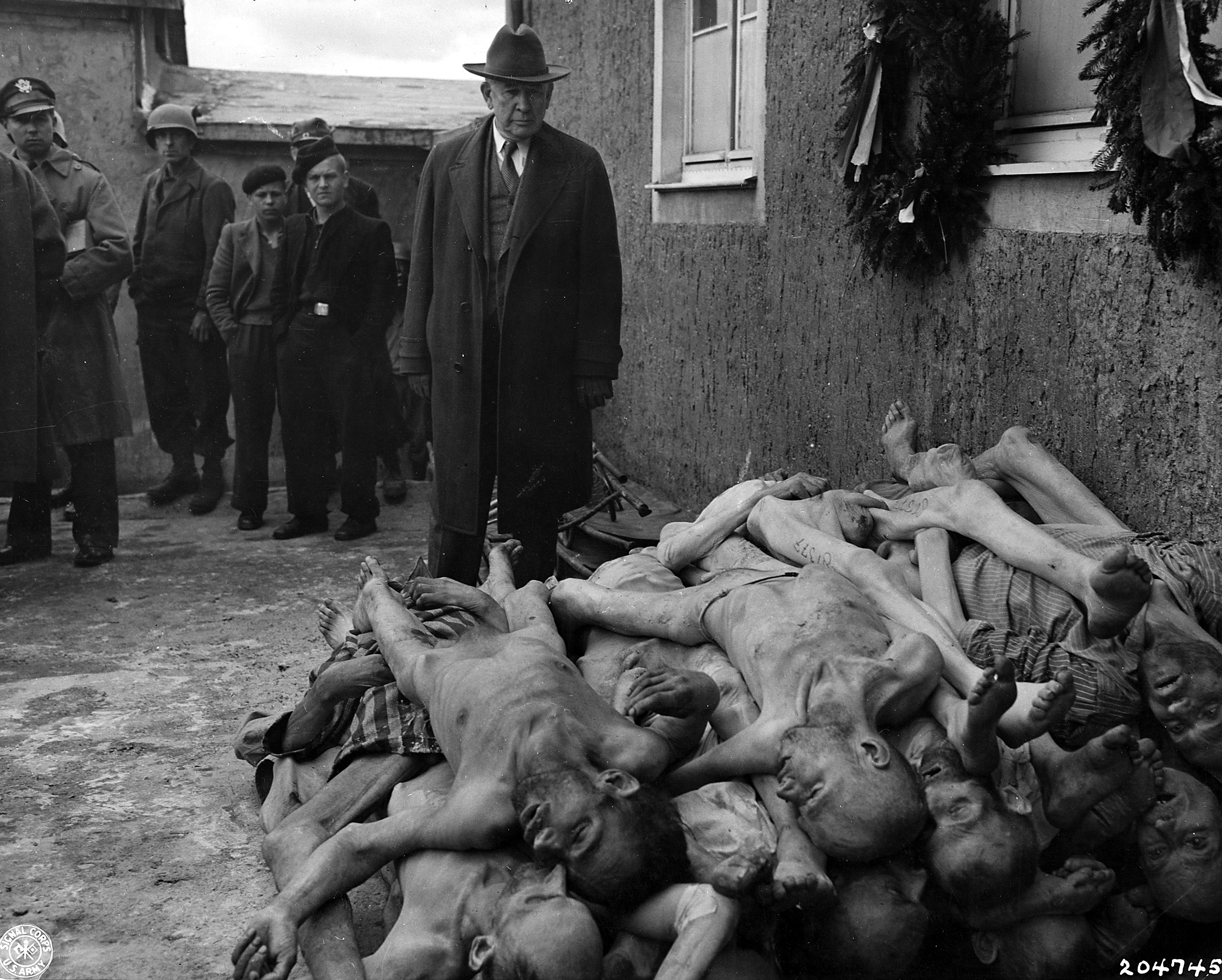
اجساد تلمبارشده برخی از قربانیان اردوگاه بوخن‌والد.

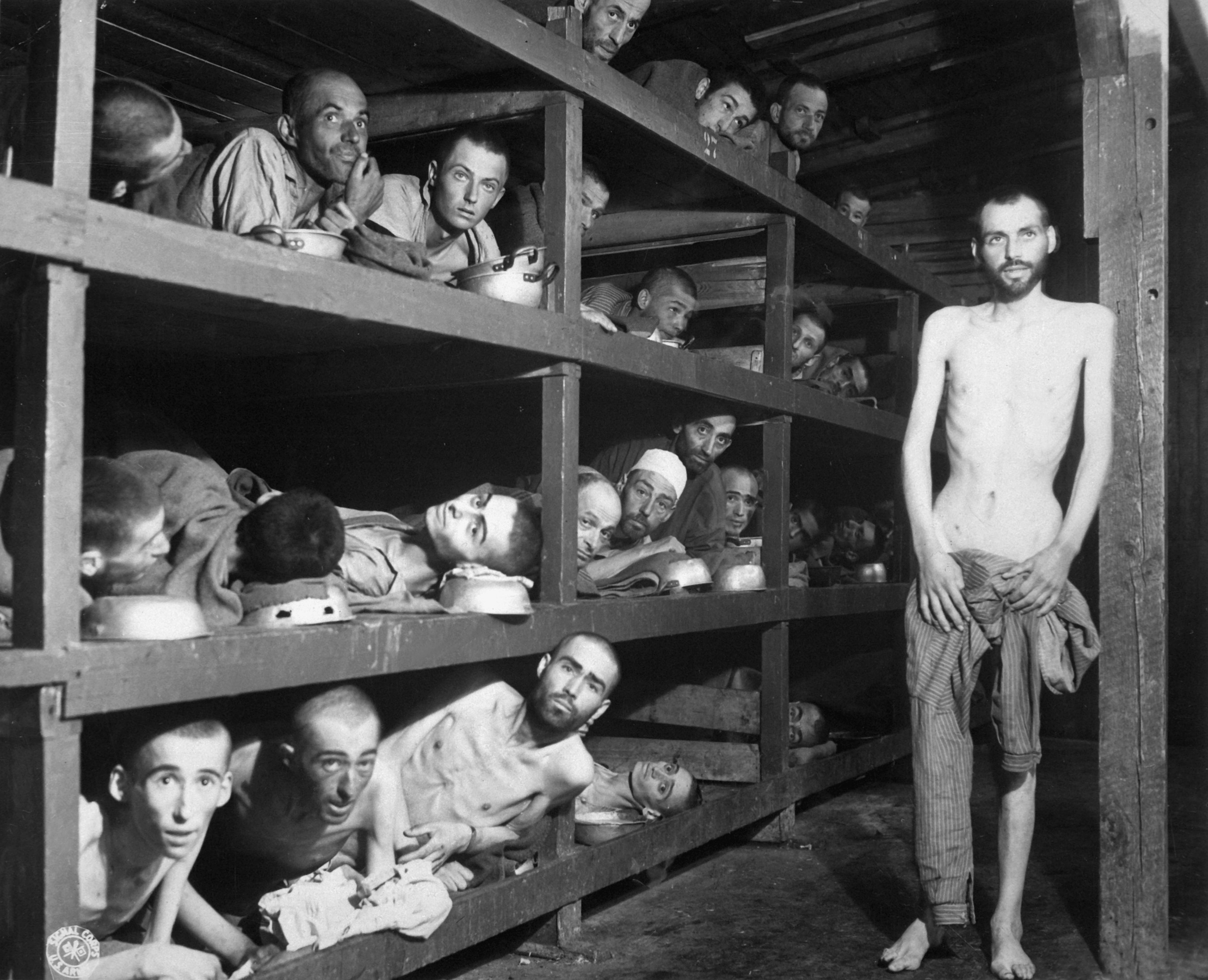
بردگان کارگر یهودی در اردوگاه مرگ بوخن‌والد در نزدیکی ینا در آلمان، در تاریخ ۱۶ آوریل ۱۹۴۵. الی ویزل در تصویر دیده می‌شود.

اردوگاه بوخن‌والد (به آلمانی: Konzentrationslager Buchenwald) یکی از نخستین و بزرگترین اردوگاه‌های کار اجباری آلمان نازی بود که در فاصله ۸ کیلومتری از شهر وایمار ساخته شده بود. زندانیان اردوگاه از سراسر اروپا و روسیه بودند و شامل یهودیان، لهستانی‌ها و اسلوونی‌های غیر یهودی، زندانیان سیاسی و مذهبی، کولی‌ها، فرقه مذهبی شاهدان یهوه، جنایتکاران، همجنس گرایان و اسرای جنگی می‌شدند. 
بوخن‌والد یکی از بزرگترین اردوگاه‌های هولوکاست بود. این اردوگاه بین سال‌های ۱۹۳۷ تا ۱۹۴۵ میلادی، محل نگهداری بیش از ۲۵۰ هزار زندانی از ۳۶ کشور اروپایی، به وسیله آلمان بود.

## تأسیس اردوگاه
اردوگاه‌های کار اولیه توسط حکومت نازی با به قدرت رسیدن در سال ۱۹۳۳ تأسیس شدند. اردوگاه‌های اولیه که تا سال ۱۹۳۶ در آلمان تأسیس شدند، اردوگاه‌های کوچکی بودند (به جز اردوگاه کار داخائو (Dachau) که در سال ۱۹۳۳ تأسیس شد) و در آن‌ها چند صد زندانی زندانی بودند. در سال ۱۹۳۶ تصمیم به تغییر سیاست گرفته شد: اردوگاه‌های کوچک برچیده شدند و به جای آن‌ها اردوگاه‌های بزرگتری تأسیس شدند. در سال ۱۹۳۶ اردوگاه زاکسن‌هاوزن تأسیس شد، در سال ۱۹۳۸ اردوگاه‌های ماوتهاوزن و فلوسنبورگ تأسیس شدند و در سال ۱۹۳۹ اردوگاه راونسبروک تأسیس شد. پس از آغاز جنگ، اردوگاه‌های دیگری در کشورهای شرق اروپا که توسط آلمان اشغال شده بودند، تأسیس شدند. 
بوخن‌والد سومین اردوگاه کار بزرگ بود که در خاک آلمان ساخته شد (پس از داخائو و زاکسن‌هاوزن). در ۳ ژوئن ۱۹۳۶، تئودور آیکه، فرمانده اردوگاه‌های کار، پیشنهاد داد که زندانیان اردوگاه‌های کار لیختن‌بورگ و زاکسن‌بورگ به اردوگاه جدیدی که در دامنه اترسبرگ ساخته می‌شود، منتقل شوند.
اردوگاه در ۱۶ ژوئیه ۱۹۳۷ تأسیس شد، زمانی که گروهی از ۱۴۹ زندانی به آنجا منتقل شدند. در هفته‌های بعد، مقامهای اس‌اس اردوگاه‌های کار زاکسن‌بورگ و لیختن‌بورگ را برچیدند و زندانیان را به بوخن‌والد منتقل کردند. در میان زندانیان منتقل شده، اعضای مقاومت، شاهدان یهوه، مجرمان جنایی محکوم و همجنس‌گرایان بودند. اولین زندانیان در کارهای زیرساختی اردوگاه مشغول به کار شدند. 
به عنوان فرمانده اردوگاه، کارل کوخ منصوب شد که پیش از این فرمانده اردوگاه زاکسن‌هاوزن بود. در پایان همان سال، اردوگاه ۲۵۶۱ زندانی داشت و تا آن تاریخ ۴۳ زندانی در اردوگاه مرده بودند. 
در ابتدا نام اردوگاه «اترسبرگ» بود و در ۲۸ ژوئیه ۱۹۳۷ به «اردوگاه کار بوخن‌والد»  تغییر یافت.

## زندانیان در اردوگاه

### در سال‌های ۱۹۳۷–۱۹۳۹
در بیشتر سال‌های فعالیت اردوگاه کار، بیشتر جمعیت آن مردان بودند. زنان تنها در ۱۶ ژوئیه ۱۹۴۳ به عنوان کارگران اجباری در فاحشه‌خانه اردوگاه به اردوگاه آورده شدند. در روزهای اولیه، بیشتر زندانیان بوخن‌والد «جنایی» بودند (منظور ظاهرا زندانیان جنایی است، زیرا لزوماً جرمی مرتکب نشده بودند). در هفته‌های بعد، بسیاری از زندانیان سیاسی به آنجا آورده شدند. در آوریل ۱۹۳۸، در آلمان عملیاتی گسترده برای دستگیری فراریان کار، بی‌خانمان‌ها، مست‌ها، مهاجران و دیگران انجام شد. در میان این زندانیان، کسانی که جرایم کوچک و اداری داشتند، مانند جرایم پارکینگ، عدم پرداخت جریمه‌ها و غیره نیز زندانی شدند. بیش از هزار یهودی در آغل و اسکلت ساختمان آشپزخانه که در حال ساخت بود، بدون تخت، صندلی و میز اسکان داده شدند. 
در طول تابستان ۱۹۳۸، حدود ۲۴۰۰ یهودی دیگر از اتریش به اردوگاه تبعید شدند؛ برخی از آن‌ها پس از الحاق وین به آلمان، آنشلوس، که در مارس همان سال رخ داد، از وین تبعید شدند. آن‌ها ابتدا به داخائو تبعید شدند و سپس به بوخن‌والد منتقل شدند. پس از شب بلورین، ۹۸۴۵ یهودی به بوخن‌والد تبعید شدند، جایی که در شرایط بسیار سختی اسکان داده شدند و شکنجه شدند. حدود ۲۵۰ نفر از آن‌ها به دلیل شکنجه‌ها و شرایط زندگی مردند. بخش بزرگی از زندانیان یهودی در طول سال آزاد شدند، پس از اینکه قول داده شد که از آلمان مهاجرت کنند. 
در پایان همان سال، ۱۱۰۲۸ زندانی در اردوگاه بودند. در همان سال، ۷۷۱ مورد مرگ در اردوگاه ثبت شد که از این تعداد ۴۰۸ نفر یهودی بودند. در اردوگاه، خاخام اسرائیل مئیر لاو در کودکی و برادرش نفتالی لاو حضور داشتند.

### در سال‌های ۱۹۳۹–۱۹۴۳
با آغاز جنگ جهانی دوم، ۸۵۰۰ نفر به اردوگاه منتقل شدند، از جمله حدود ۷۰۰ نفر از چکسلواکی، صدها کولی از اتریش، بیش از ۲۲۰۰ نفر از لهستان و حدود ۱۰۰۰ یهودی دیگر از وین. در منطقه‌ای که میدان رژه اردوگاه بود، یک اردوگاه چادری تأسیس شد که در آن ۳۰۰۰ یهودی و لهستانی فشرده شدند. در این منطقه، شرایط به ویژه بد بود، زیرا زندانیان در آنجا گرسنگی کشیدند، شکنجه شدند و نادیده گرفته شدند. شرایط سخت تراکم باعث شیوع بیماری‌هایی مانند تیفوس و دیسانتری شد و این امر مقامهای اردوگاه را مجبور به بستن اردوگاه کوچک در سال ۱۹۴۰ کرد. تا آن زمان، نیمی از ساکنان آن مرده بودند. 
همچنین، بسیاری از مدیران و سیاستمداران از کشورهای اشغال شده توسط آلمان نازی، مانند هلند و فرانسه، به بوخن‌والد آورده شدند. با آغاز جنگ با اتحاد جماهیر شوروی، اسیران جنگی شوروی نیز به اردوگاه آورده شدند؛ برخی از آن‌ها بلافاصله پس از ورود به اردوگاه در اصطبل اردوگاه تیراندازی شدند و دیگران در اردوگاه ویژه‌ای برای اسیران جنگی که در نزدیکی ساخته شده بود، زندانی شدند و در شرایط سختی نگهداری شدند.  
در واقع، در طول سال‌های جنگ، زندانیان از مکان‌های مختلف و متعلق به گروه‌های قومی مختلف و متنوع به بوخن‌والد آورده شدند، از جمله همجنس‌گرایان، شاهدان یهوه، «ضد اجتماعی‌ها» (اصطلاح نازی برای بی‌خانمان‌ها و فراریان کار)، فراریان و مخالفان خدمت نظامی در ارتش آلمان، اسیران جنگی از کشورهای مختلف، مبارزان مقاومت، کارگران اجباری که از سراسر اروپا آورده شده بودند. گروه دیگری که به بوخن‌والد آورده شد، کولی‌ها بودند. صدها نفر از آن‌ها به اردوگاه تبعید شدند و در شرایط سختی نگهداری شدند و شکنجه و تحقیر شدند؛ بسیاری از آن‌ها در این دوره مردند. در زمان آزادسازی اردوگاه، زندانیانی از ۵۱ کشور و ملیت مختلف در آنجا بودند، از جمله اسیران جنگی از ایالات متحده، کانادا و بریتانیا، زندانیانی از همه کشورهای اروپا، زندانیانی از مصر و حتی از مغولستان، و همچنین یهودیان و کولی‌ها. 
رفتار با گروه‌های مختلف متفاوت بود. یهودیان و کولی‌ها در شرایط بسیار سختی نگهداری می‌شدند و مورد شکنجه قرار می‌گرفتند. اسیران جنگی شوروی اغلب بلافاصله پس از ورود به اردوگاه با تیراندازی به پشت سر کشته می‌شدند؛ اغلب در سوابق اردوگاه ثبت نمی‌شدند. درصد مرگ و میر بین زندانیان آلمانی اردوگاه در سال ۱۹۴۱ ٪۳.۶، و در سال ۱۹۴۲، ٪۵ بود؛ در مقابل، ٪۱۵.۷ از زندانیان لهستانی اردوگاه در سال ۱۹۴۱ مردند و درصد مشابهی در سال ۱۹۴۲. زندانیان یهودی بسیار بیشتر رنج می‌بردند و بر اساس سوابق اردوگاه، در سال ۱۹۴۱ حدود یک چهارم آن‌ها مردند و در سال ۱۹۴۲ درصد زندانیان یهودی که مردند به بیش از ٪۳۸ رسید. درصد مرگ و میر شامل زندانیانی نمی‌شود که به اردوگاه‌های دیگر برای اعدام فرستاده شدند. اغلب اس‌اس زندانیانی را که برای کار اجباری ضعیف بودند به اردوگاه‌های آشویتس و ماوتهاوزن فرستاد و در آنجا کشته شدند. دیگران در بوخن‌والد با تزریق سم و تزریق هوا کشته شدند.  
مثل اردوگاه های دیگری المان نازی، در بوخن‌والد نیز زندانیان با مثلث‌های رنگی علامت‌گذاری می‌شدند که بر روی کت و شلوار دوخته شده بود: مثلث قرمز نشان‌دهنده زندانی سیاسی بود، مثلث صورتی نشان‌دهنده زندانی همجنس‌گرا بود و مثلث سبز نشان‌دهنده زندانی جنایی بود. مثلث سیاه نماد زندانی «ضد اجتماعی» بود (کسی که از کار امتناع می‌کرد و غیره) و مثلث زرد نشان‌دهنده زندانی یهودی بود. بر روی مثلث مخالفان سیاسی (قرمز) که از آلمان نبودند، یک حرف نماینده نام کشور آن‌ها اضافه شده بود.  

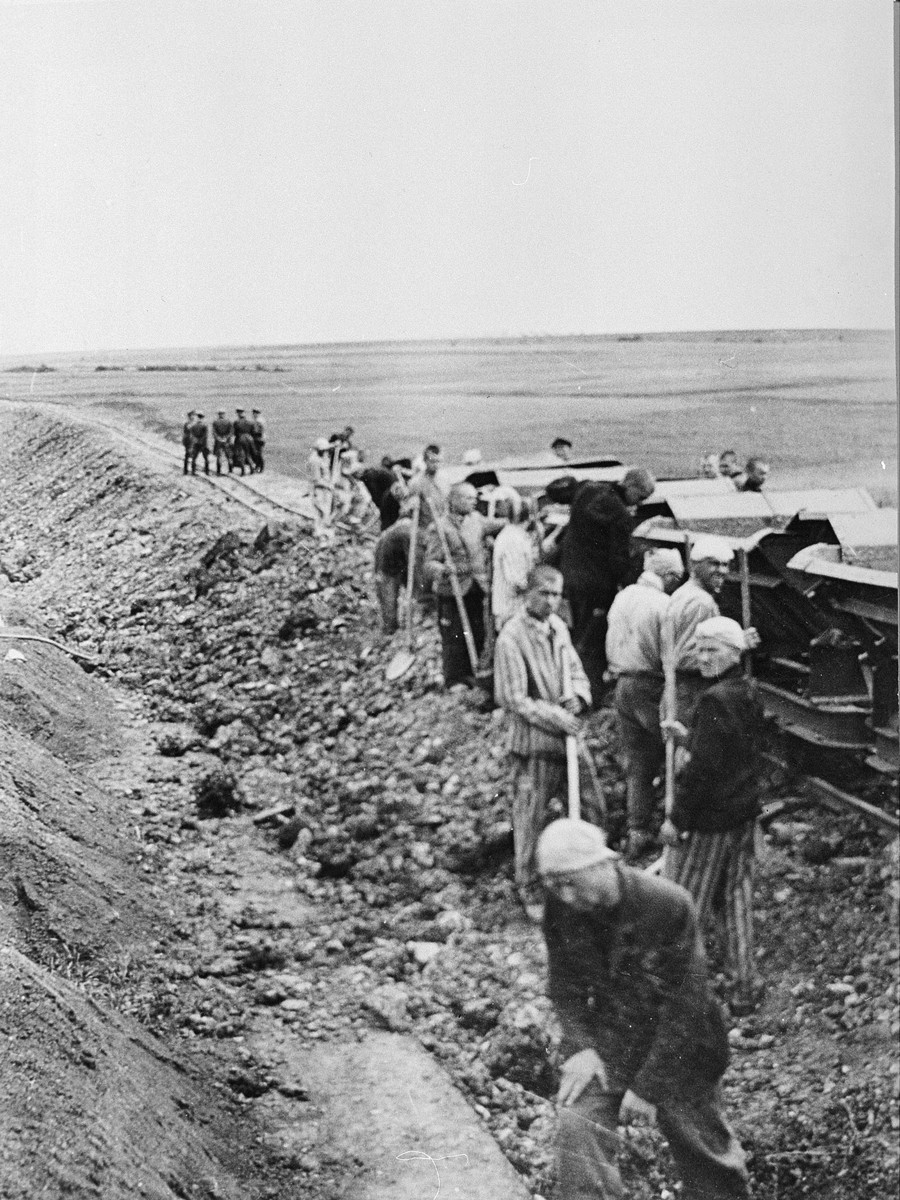
زندانیان اردوگاه کار اجباری بوخنوالد در حال کار اجباری در ساخت خط راه آهن وایمار-بوخنوالد.

با وجود تفاوت‌ها در برخورد با گروه‌های مختلف، رفتار با زندانیان به طور کلی سخت و بی‌رحمانه بود. اعدام زندانیانی که به خرابکاری یا تلاش برای فرار از اردوگاه متهم بودند، اتهامات واقعی یا خیالی، یک امر روزمره در اردوگاه بود. در سال‌های اولیه، اس‌اس ارزشی برای کار زندانیان قائل نبود: آن‌ها در کارهای مختلفی مشغول بودند، مانند قطع درختان، ساخت بخش‌های مختلف اردوگاه و به ویژه کار در معدن سنگ که در نزدیکی بود، اما هدف اصلی کار «فرسایش» زندانیان و کشتن آن‌ها با آوردن آن‌ها به نقطه ضعف بود. زندانیان به واگن‌های بار و ماشین‌های پرس بسته می‌شدند تا قدرت آن‌ها تا مرگ فرسوده شود؛ تلاش برای فرار منجر به زندانی شدن در «بونکر» می‌شد. بهره‌برداری از زندانیان برای کار اجباری به نفع تلاش جنگی تنها در اواخر سال ۱۹۴۲ آغاز شد. 

### زنان و کودکان در بوخن‌والد
به طور رسمی، اردوگاه کار بوخن‌والد یک اردوگاه کار برای مردان بود. با این حال، در اردوگاه زنانی بودند که در فاحشه‌خانه اردوگاه به طور جنسی مورد بهره‌برداری قرار می‌گرفتند. فاحشه‌خانه پس از بازدید هاینریش هیملر از بوخن‌والد در مارس ۱۹۴۳ تأسیس شد. در ۱۶ ژوئیه ۱۹۴۳، اس‌اس ۱۶ زندانی زن از اردوگاه کار راونسبروک، در سنین بین ۲۰ تا ۳۰ سال، به اردوگاه بوخن‌والد آورد و آن‌ها را در «ساختمان ویژه» (Sonderbau) اسکان داد. بر اساس دستور اس‌اس، زنان باید به طور متوسط به پنج مرد در روز «کمک» می‌کردند. استفاده از فاحشه‌خانه برای یهودیان، کولی‌ها و روس‌ها ممنوع بود. علاوه بر زنانی که به طور جنسی مورد بهره‌برداری قرار می‌گرفتند، تعدادی از زنان نیز در صنعت مهمات مشغول به کار بودند. این زنان در ۱ سپتامبر ۱۹۴۴ از اردوگاه‌های فرعی راونسبروک به اردوگاه بوخن‌والد منتقل شدند. 

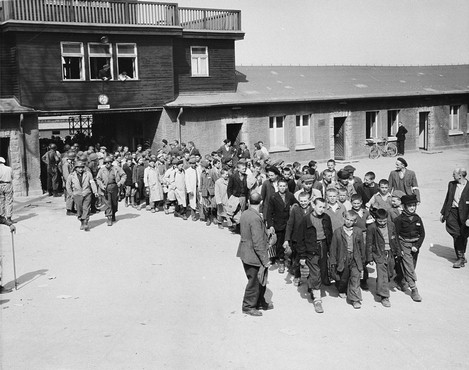
سربازان آمریکایی کودکان بازماندگان را در آزادسازی اردوگاه بوخنوالد همراهی می کنند

با وجود تعریف اردوگاه کار بوخن‌والد به عنوان یک اردوگاه کار برای مردان، کودکان و نوجوانان نیز در آن زندانی بودند. در سال‌های اولیه اردوگاه، تعداد کمی از کودکان و نوجوانان در آنجا بودند، در ۳۰ آوریل ۱۹۴۲، ۱۴۲ زندانی زیر ۲۰ سال در اردوگاه شمارش شدند، تنها ٪۲ از کل زندانیان. اما از سال ۱۹۴۳ و با افزایش نیاز فوری آلمان نازی به کارگران اجباری، توجه به سن متوقف شد. در ۳۰ دسامبر ۱۹۴۴، ۲۳،۰۸۵ زندانی زیر ۲۰ سال در اردوگاه شمارش شدند که ٪۳۷ از کل زندانیان را تشکیل می‌دادند. در روز آزادسازی، استفان یرژی زوایگ (Stefan Jerzy Zweig) جوان‌ترین کودک در اردوگاه بود و تنها حدود ۳ سال داشت. او به «کودک بوخن‌والد» (Das Buchenwaldkind) معروف بود.

## رشد اردوگاه: ۱۹۴۵-۱۹۴۲
از اواخر سال ۱۹۴۲، اردوگاه بوخن‌والد به دلایل مختلف شروع به رشد کرد: تصمیم به استفاده از زندانیان برای کار اجباری و همچنین تخلیه زندانیان از اردوگاه‌های شرق به دلیل پیشروی ارتش سرخ. در سال‌های اولیه، زندانیان عمدتاً در کارهای سخت در معدن سنگ، جنگل‌ها و ساخت و ساز مشغول بودند، کاری که هدف اصلی آن شکستن و فرسایش زندانیان تا مرگ بود. اما با ادامه جنگ، رهبران اس‌اس به این نتیجه رسیدند که می‌توان از زندانیان زیادی که در اردوگاه‌های کار نازی بودند، برای تلاش جنگی آلمان استفاده کرد. در سال ۱۹۴۲، هاینریش هیملر، رئیس اس‌اس، اداره اصلی اقتصادی و اجرایی اس‌اس (SS Wirtschafts Verwaltungshauptamt) را تأسیس کرد؛ اردوگاه‌های کار و اعدام تحت فرمان این دفتر قرار گرفتند که از یک سو بهره‌برداری از نیروی کار زندانیان را خود مدیریت می‌کرد و از سوی دیگر زندانیان را برای کار اجباری به اس‌اس تأمین می‌کرد. 

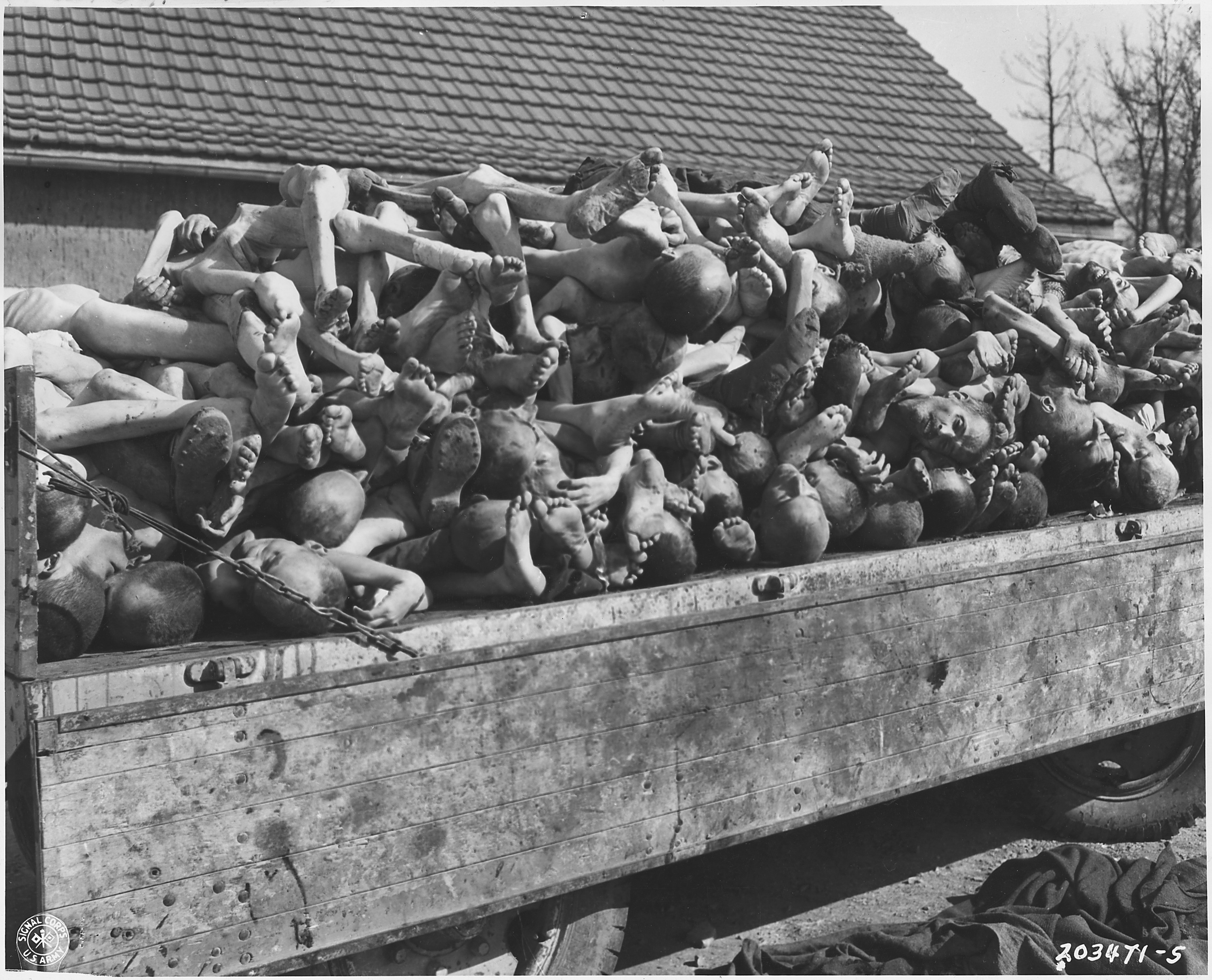
اجساد پیدا شده در اردوگاه پس از آزادی

پیشروی ارتش سرخ از شرق منجر به انحلال اردوگاه‌های تمرکز و مرگ در لهستان شد. نازی‌ها زندانیان اردوگاه‌ها را مجبور کردند به سمت غرب در راهپیمایی‌های مرگ حرکت کنند یا آنها را در قطارها فشرده کردند. بوخنوالد یکی از مقاصد اصلی برای انتقال زندانیان بود و از سال ۱۹۴۴ هزاران یهودی از آشویتس و همچنین گروه‌هایی از کولی‌ها به آنجا منتقل شدند. بوخنوالد به تدریج بزرگتر شد؛ اردوگاه کار زنان در راونسبروک در همان سال به آن ملحق شد. برخی از زندانیان تازه وارد، به ویژه یهودیان، در یک اردوگاه موقت که در شمال اردوگاه اصلی ساخته شده بود و «اردوگاه کوچک» نامیده می‌شد، اسکان داده شدند؛ در این اردوگاه، زندانیان بدون حداقل شرایط زندگی، در گرسنگی و بدون سرپناه نگهداری می‌شدند و تعداد تلفات در آن بسیار زیاد بود. 
در سال ۱۹۴۵، بوخنوالد بزرگترین اردوگاه تمرکز در آلمان بود و حدود ۱۱۰,۰۰۰ زندانی داشت؛ کارکنان اردوگاه شامل حدود ۶,۳۰۰ نگهبان مرد و ۵۳۰ نگهبان زن بودند.

## آزمایش‌های پزشکی غیرانسانی
در ژانویه ۱۹۴۲ آزمایش‌های پزشکی روی زندانیان آغاز شد. این آزمایش‌ها در سربازخانه‌های ۴۴ و ۴۹ در اردوگاه زندانیان انجام می‌شد. این آزمایش‌ها برای بررسی تأثیر واکسن‌ها علیه بیماری‌های واگیردار مانند تیفوس، وبا و دیفتری طراحی شده بودند. این آزمایش‌ها منجر به مرگ صدها زندانی شد. در سال ۱۹۴۴، دکتر دانمارکی کارل وارنت مجموعه‌ای از آزمایش‌ها را آغاز کرد که هدف آن «درمان» همجنس‌گرایان از گرایش آنها از طریق تزریق هورمون بود. 
بسیاری از قربانیان، از این آزمایش‌ها جان سالم بدر نبردند. با افزایش شمار قربانیان، دو کوره آدم‌سوزی در بوخن‌والد ساخته شد، تا جنازه‌های قربانیان را هر چه سریعتر نابود کنند.

## آزادسازی اردوگاه بوخن‌والد
با نزدیک شدن نیروهای متفقین به آلمان و فروپاشی قریب‌الوقوع حکومت نازی، هاینریش هیملر، رئیس اس‌اس، مذاکرات پیچیده‌ای را برای نجات آنچه از دیدگاه او ممکن بود، آغاز کرد. با این حال، نیروهای مختلف در بوروکراسی پیچیده آلمان شروع به صدور دستورالعمل‌های متناقض برای تخلیه اردوگاه کردند؛ با فروپاشی سیستم‌های حکومتی آلمان، سردرگمی بیشتر شد. به دلیل این سردرگمی زیاد، تخلیه بوخنوالد که قرار بود منظم باشد، به مجموعه‌ای از دستورهای متناقض تبدیل شد. مقاومت زیرزمینی در اردوگاه با تأخیر در اجرای دستورات و ایجاد سردرگمی بیشتر، به این هرج و مرج افزود که منجر به نجات بسیاری شد.
در ۲ آوریل، تخلیه اردوگاه‌های فرعی بوخنوالد به اردوگاه اصلی آغاز شد؛ این تخلیه‌ها بی‌رحمانه بود و بسیاری از زندانیان در حین تخلیه به قتل رسیدند. حدود ۳,۰۰۰ تا ۴،۰۰۰ یهودی به ترزین‌اشتات فرستاده شدند که از آنها فقط چند صد نفر به اردوگاه رسیدند. طبق برآوردها، حدود یک سوم از زندانیان بوخنوالد و اردوگاه‌های فرعی - بین ۱۳,۰۰۰ تا ۱۵،۰۰۰ نفر - در طول تخلیه اردوگاه‌ها کشته شدند و جان باختند. از ۶ آوریل به بعد، ۲۲،۰۰۰ زندانی دیگر از اردوگاه فرستاده شدند و به سمت جنوب به سوی داخائو هدایت شدند؛ برخی از آنها در آنجا آزاد شدند و برخی دیگر توسط نیروهای متفقین که در مسیر خود با آنها روبرو شدند، آزاد شدند.
در ۱۱ آوریل ۱۹۴۵ در ساعت های صبح، اکثر افراد اس‌اس اردوگاه را ترک کردند. در ساعت ۱۱:۰۰، سربازان آمریکایی از لشکر زرهی ششم، که بخشی از ارتش سوم آمریکا تحت فرماندهی جورج پاتون بود، به اردوگاه رسیدند. آمریکایی‌ها تسلط بر بوخنوالد را حدود ساعت ۱۴:۳۰ به پایان رساندند. آنها حدود ۲۱،۰۰۰ زندانی، از جمله حدود ۴،۰۰۰ یهودی را در اردوگاه یافتند.
چند روز پس از آزادسازی اردوگاه، در ۱۵ آوریل، ادوارد مورو، گزارشگر رادیو، گزارشی از بوخنوالد پخش کرد و در آن فجایعی را که دیده بود برای شنوندگانش توصیف کرد. سخنان او بسیار مشهور شد و با این کلمها به پایان رسید:
«از شما می‌خواهم آنچه را درباره بوخنوالد گفته‌ام باور کنید. من آنچه را دیدم و شنیدم گزارش کردم، اما فقط بخشی از آن را. برای بیشتر آن، کلمه‌ای ندارم. اگر با این گزارش نسبتاً ملایم از بوخنوالد شما را آزرده‌ام، اصلاً متأسف نیستم...»
صحنه‌ها آنقدر دشوار بود که رهبران نیروهای متفقین می‌خواستند اردوگاه را با چشمان خود ببینند. در ۲۲ آوریل، ژنرال‌ها دوایت آیزنهاور، جورج پاتون و عمر بردلی برای بازدید از اردوگاه آزاد شده آمدند و با دیدن آنچه می‌دیدند شوکه شدند. گفته می‌شود که پاتون به گوشه‌ای رفت و در آنجا استفراغ کرد. در روزهای بعد، او فرمانی را امضا کرد که به تمام ساکنان آلمانی منطقه دستور می‌داد به اردوگاه بیایند تا خود شاهد فجایع باشند و اجساد را دفن کنند.
برآورد قربانیان ثبت شده و ثبت نشده به حدود ۷۰,۰۰۰ مرد، زن و کودک می‌رسد.

### بازدید باراک اوباما
باراک اوباما در سفری یک روزه به آلمان، در تاریخ 5 ژوئن ۲۰۰۹، از اردوگاه مرگ بوخن‌والد که محل مرگ ۵۶ هزار زندانی یهودی و سایر اقلیت‌ها بوده‌است، بازدید کرد. وی که برای نخستین بار بود که از یک اردوگاه کار اجباری دیدن می‌کرد، از اردوگاه بوخن‌والد به عنوان «بزرگترین شماتت» برای انکار کنندگان نسل‌کشی یهودیان به وسیله آلمان نام برد.
در جریان مراسم بازدید، آنگلا مرکل، صدراعظم آلمان، الی ویزل و برتراند هرتس، دو تن از اسیران زنده ماندهٔ بوخن‌والد نیز رئیس‌جمهوری آمریکا را همراهی می‌کردند.

## نگارخانه

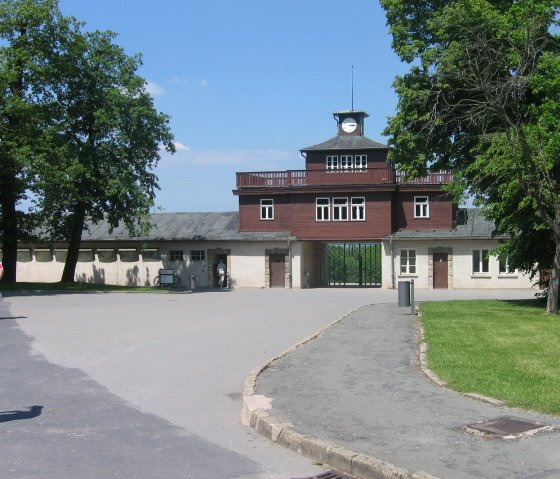
دروازه کمپ
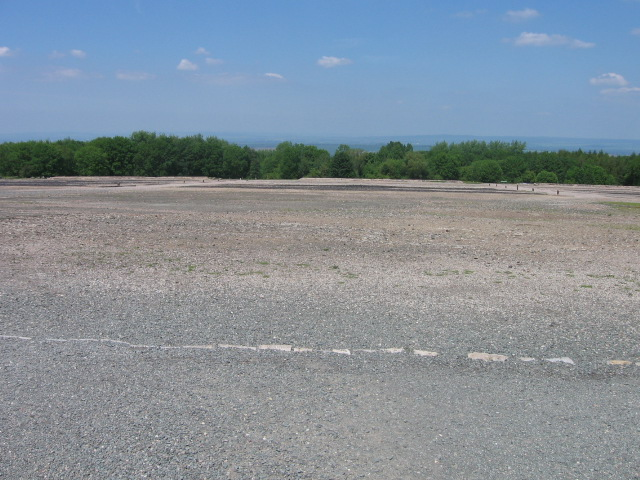
منطقه اصلی کمپ
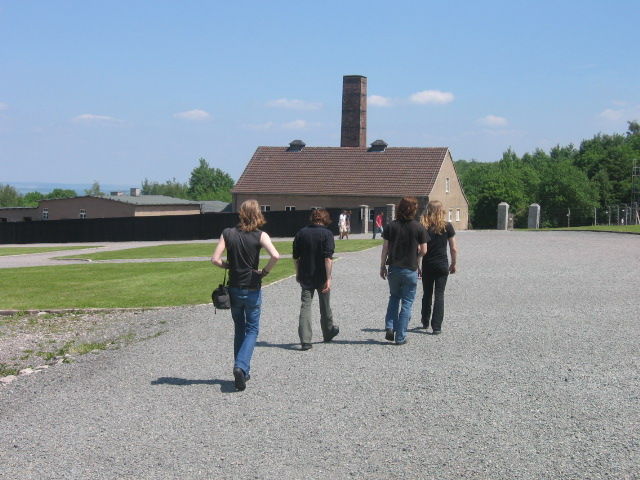
مرده‌سوزخانه
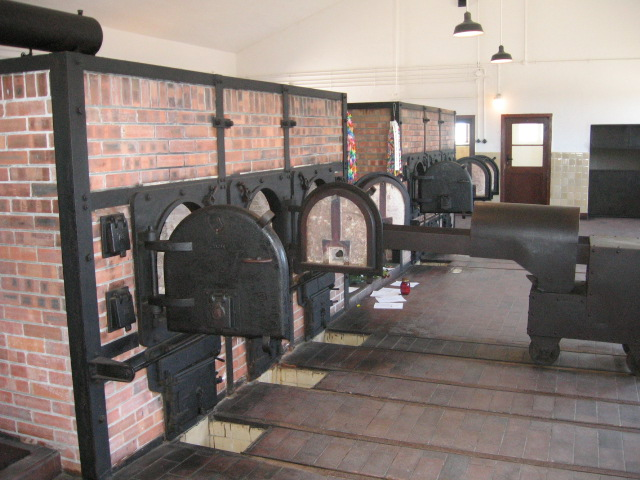
کوره‌های آدم‌سوزی
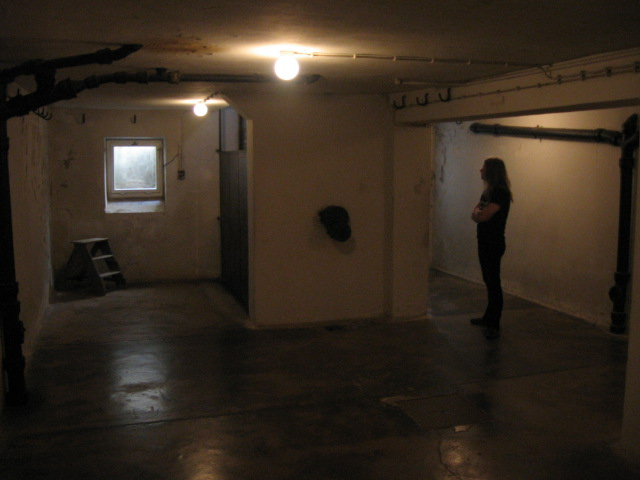
اتاق مرگ
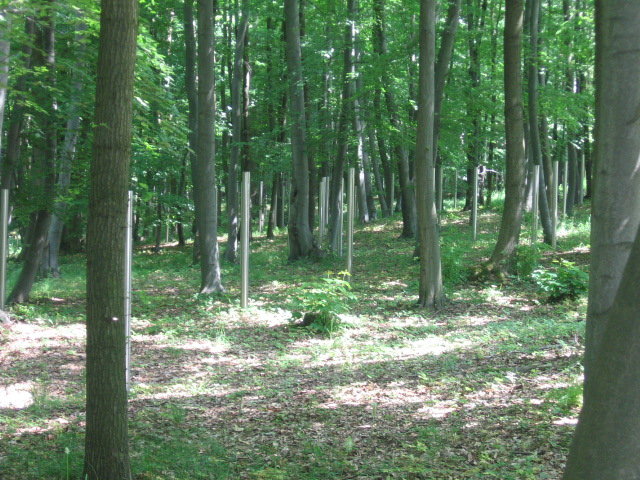
قبرستان روس‌ها
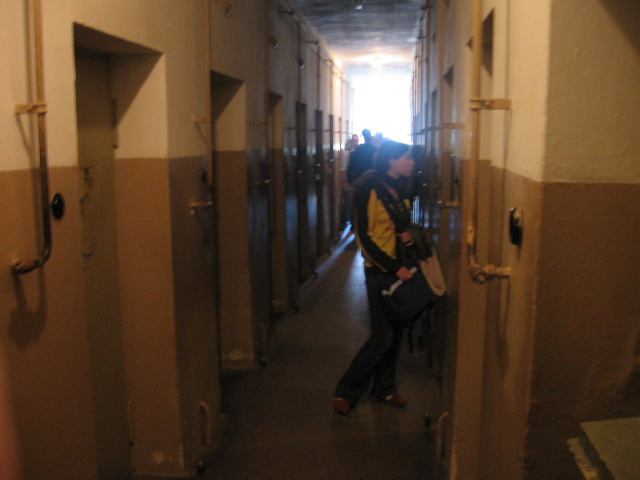
سلول‌های بازداشتگاه
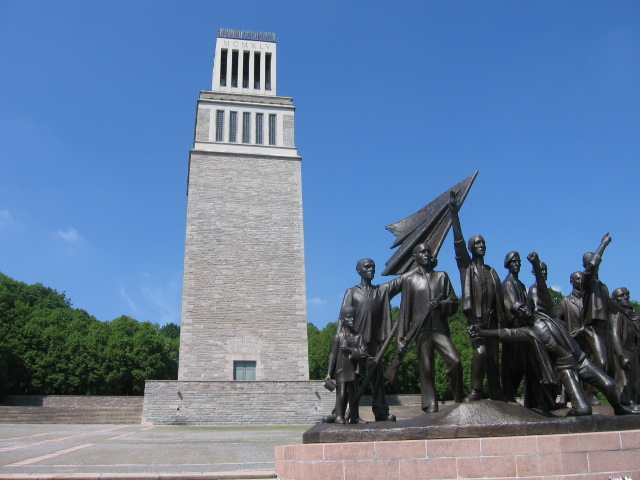
بنای یادمان